# James Figg

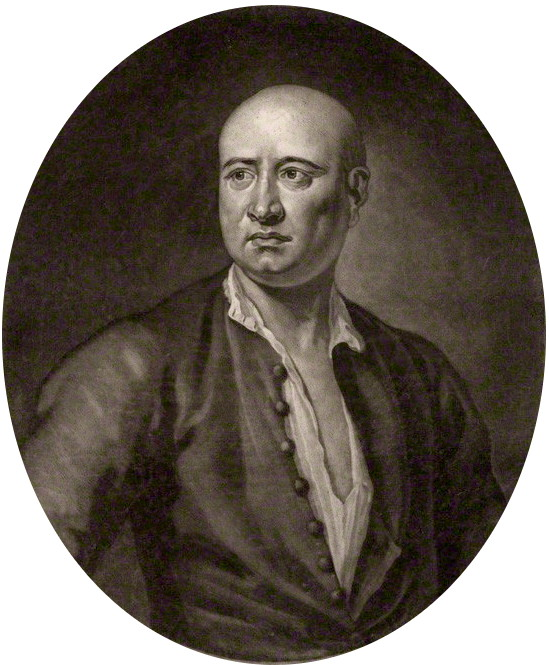
James Figg, c. 1727–1729

James Figg (febrero de 1695 - 7 de diciembre de 1734) fue un boxeador inglés a «puño limpio». Es universalmente reconocido como el primer campeón inglés de boxeo sin guantes, vigente de 1719 a 1734; también fue el primero en adiestrar a otros boxeadores y en impulsar el boxeo como deporte. Además fue también un gran esgrimidor.

## Biografía
Nació en Thame en Oxfordshire y sus padres fueron Francis y Elizabeth Figg. De origen humilde alcanzó reconocimiento luchando y ganando sus primeras peleas y premios en la localidad. En 1719 consiguió el campeonato inglés de boxeo, construyó un coliseo al que llamó anfiteatro y comenzó su propia escuela donde enseñaba box, esgrima y bastón, además se realizaban peleas y otros espectáculos. Mantuvo su campeonato hasta su retiro en 1734. Peleó 270 peleas y sólo perdió una. Fue el primer campeón inglés de boxeo, pero «también el primer entrenador, mánager y promotor». Figg es considerado «el padre del boxeo» y fue incluido en el Salón Internacional de la Fama del Boxeo en 1992.